# Fosildiagénesis

Estados de conservación tafonómica. Con fondo beige área de estudio de la fosildiagénesis.

La fosildiagénesis es el estudio de los procesos tafonómicos que acontecen desde el momento en que se entierra un resto susceptible de convertirse en fósil hasta su descubrimiento. Estos procesos son muy variados, e incluyen cambios en los restos originados por las altas presiones y temperaturas, reemplazamiento mineral, recristalización, reelaboración tafonómica, etc.